# Earl Cureton
Earl Cureton (ur. 3 września 1957 w Detroit, zm. 4 lutego 2024 tamże) – amerykański koszykarz oraz trener, występował na pozycjach skrzydłowego i środkowego, dwukrotny mistrz NBA.

## Osiągnięcia
NBA
- 2-krotny mistrz NBA (1983, 1994)[2]
- Finalista NBA (1982)[2]

Inne
- Wybrany do I składu All-USBL (1991)[3]

Trenerskie
- Mistrz ABA (2004)
- Trener Roku ABA (2004)